# WenDo
WenDo – metoda przeciwdziałania przemocy wobec kobiet, która według jej propagatorów uczy, jak w różnych sytuacjach chronić własne granice i nie odczuwać bezradności czy bezbronności względem potencjalnego agresora oraz jak bronić się fizycznie przed możliwym atakiem. Metoda uwzględnia perspektywę społeczno-kulturowej tożsamości płci, czyli tzw. gender.

## Charakterystyka
Metoda nie jest klasyczną samoobroną (zawierając jednak jej elementy), ale warsztatem mającym na celu wzmocnienie pewności siebie, poczucia własnej wartości oraz wyrobienie postaw asertywnych, co w efekcie ma zmniejszyć ryzyko doznania przez kobiety i dziewczęta przemocy, także seksualnej. Główny nacisk kładzie się na unikanie zagrożeń i niedopuszczanie do powstawania sytuacji krytycznych, gdyż w początkowej fazie rozwoju metody zaobserwowano, że sama samoobrona jest nieskuteczna, jeśli kobieta nie potrafi przezwyciężyć bariery psychologicznej umożliwiającej jej efektywne przeciwstawienie się przemocy. Adresatkami metody są kobiety i dziewczynki w wieku od siedmiu lat wzwyż.

## Historia
Metoda powstała w latach 80. lub 90. XX wieku w Kanadzie, a potem rozpowszechniła się w Europie Zachodniej, gdzie zyskała szczególną popularność we Francji i w Niemczech (w tym drugim kraju jest częścią profilaktyki przemocy i w niektórych krajach związkowych jest nauczana w szkołach oraz finansowana przez samorząd terytorialny). W Polsce pierwsze profesjonalne kursy WenDo odbyły się w 2001 i były implementowane z Niemiec.

## Nazwa
Nazwa metody pochodzi od wyrazów: women (ang. kobiety) i do (jap. droga), po połączeniu: Droga Kobiet.